# Rut Thunberg
Rut Hedvig Florence Thunberg, född 12 mars 1908 i Vitsands församling, Värmlands län, död 29 april 1982 i Engelbrekts församling, Stockholm, var en svensk skulptör, målare och textilkonstnär.
Hon var dotter till godsägaren Per Larsson och Alma Eleonora Magnusson och gift 1941–1945 med ingenjören Olof Leon Thunberg. Hon studerade konst under flera år för olika privatlärare. Separat ställde hon ut på Galleri Duvan i Stockholm 1965 och hon medverkade med skulpturer i Stockholmssalongerna på Liljevalchs konsthall. Hon arbetade skulpturalt med gips och trä samt målade bildkonst i pastell samt komponerade gobelänger. Rut Thunberg är begravd på Norra begravningsplatsen utanför Stockholm.